# Fennoscandie
La Fennoscandie est une région du nord de l'Europe composée de la Finlande (fenno-), de la péninsule Scandinave (-scandie), de la Carélie et de la péninsule de Kola.
Notion géologique et géographique, la Fennoscandie est distincte des pays nordiques, qui comprennent également d'autres pays de culture scandinave comme le Danemark et l'Islande, ou fennique comme l'Estonie. Le mot « Scandinavie » est parfois utilisé comme synonyme de « Fennoscandie » même si le premier ne désigne au sens strict que les pays situés dans la péninsule scandinave (sans la Finlande).
Sur le plan géologique, ces terres correspondent à l'étendue du bouclier scandinave, un socle formé notamment de gneiss datant des périodes archéenne et protérozoïque (3,1 milliards d'années pour les roches les plus anciennes). Ce bouclier a été exposé par les glaciers à la suite des dernières glaciations, surtout dans le nord de la Fennoscandie.